# Alebroides ziutae
Alebroides ziutae är en insektsart som beskrevs av Irena Dworakowska 1997. Alebroides ziutae ingår i släktet Alebroides och familjen dvärgstritar. Inga underarter finns listade i Catalogue of Life.